# 2271 Kiso
A 2271 Kiso (ideiglenes jelöléssel 1976 UV5) a Naprendszer kisbolygóövében található aszteroida. Hiroki Kosai és Kiichiro Hurukawa fedezte fel 1976. október 22-én.